# Peter Thomsen
Peter Thomsen, född den 4 april 1961 i Flensburg i Tyskland, är en tysk ryttare.
Han tog OS-guld i lagtävlingen i fälttävlan i samband med de olympiska ridsporttävlingarna 2012 i London.